# Monastère Zurmang Gaden
Ne doit pas être confondu avec Surmang.
 (décembre 2019).
Si vous disposez d'ouvrages ou d'articles de référence ou si vous connaissez des sites web de qualité traitant du thème abordé ici, merci de compléter l'article en donnant les références utiles à sa vérifiabilité et en les liant à la section « Notes et références ».
Le monastère Zurmang Gaden est un monastère de l'école Gelugpa du bouddhisme tibétain situé dans la région reculée de Duo shao ka, commune de Mao Zhuang (毛庄乡), Xi'an de Nangqên, préfecture autonome tibétaine de Yushu, province de Qinghai, au centre-ouest de la Chine.

## Histoire
En 1653, le 5e dalaï-lama Lobsang Gyatso visite le monastère, et intronise le 32e Tritul Rinpoché comme premier responsable spirituel du monastère. Il lui donne le sceau d’or de la tête de cheval béni avec l'insigne des précieux, son nom actuel, et diverses instructions concernant les pratiques quotidiennes, les récitations de prières, les offrandes.
Tritrul Rinpoché Lobsang Yeshi Namgyal et Tulku Ngawang Shenyen sont alors tous deux nommés responsables spirituels jusqu'à l'incarnation présente, beaucoup d'anciennes incarnations ont contribué au développement de la gamme d'activités religieuses honorifiques.
Le monastère Zurmang Gaden est depuis toujours sous la tutelle du monastère de Sera Jey.
À Sera Jey, Zurmang Gaden est représenté par le Khangtsen Gomde (département).
Zurmang Gaden est également aidé par le monastère tantrique de Gyuto, ce qui a pu le laisser se maintenir et prospérer dans le long terme.
Zurmang Gaden a été également béni par la visite de Kelsang Gyatso, le 7e dalaï-lama et Palden Yeshe, 6e panchen-lama.
Selon la transmission orale, il reste possible que Tritul Rinpoche ait reçu la bénédiction du vase de cristal par Kelsang Gyatso.
De nos jours, Tritul Kalden Rinpoche , Thinley Kunkyab Rinpoché et Atsue Tulku Tenzin Gawa Rinpoché assurent la direction du monastère et sont responsables de la formation des moines.

## Actualité
Dans les années 1985, on a accordé à Gaden Tritul Rinpoche Thinley Kunkyab la permission de rencontrer le 10e panchen-lama  Choekyi Gyaltsen. Et un travail de restauration du monastère a pu commencer.
Avec seulement l’aide de la population locale et des moines, divers bâtiments ont vu le jour : un hall d'assemblée, un réservoir d'eau, une résidence pour les moines, des loges de méditation et une gompa ; d'autres bâtiments ont été rénovés : le vieux hall d'assemblée et le lieu principal destiné aux offrandes.
Dans les années 2005, le monastère se dote de fondations plus stables en renforçant l’existant, les travaux sont supervisés par Gaden Tritul Rinpoche Thinley Kunkyab.
En 2015, fonctionnent presque 100 résidences de moines, ainsi qu'un nouveau hall baptisé Phuntshok Rabten.

## Les activités
Dès 2009, dans une partie des bâtiments reconstruites, a été mis en place un nouveau cycle d’études théologique pour la formation des moines avec un cycle Tantrique complet.
Environ 200 moines résident au monastère, vivant une vie monastique, avec un minimum de distractions, se concentrant sur l’étude, la prière, ma mémorisation, la méditation , le débat, et le cycle d’étude long comportant l’étude de 5 sujets théologiques divisés en différentes classes chacun :
1. Connaissance stable (Pramana)
2. Perfection de la sagesse (Prajnaparamita)
3. Voie du milieu (Madhyamica)
4. Discipline monastique (Vinaya)
5. Phénoménologie (Abhidhamma )

Ensuite seulement, pour les plus avancés, vient le doctorat en philosophie (Guéshé).
Le cursus complet d’étude dure entre 15 et 20 ans (hors doctorat). Actuellement, seuls les 3 premiers cycles sont lancés.
Les moines s’instruisent en théologie pour développer des qualités telles que la compassion, l’amour universel, la tolérance, l’altruisme et une certaine vision de la sagesse pour le bien de tous les êtres.
En 2015, environ 50 moines ont terminé complètement leurs examens théologiques des trois premières années et ont passé avec succès leurs examens rigchung.

## Galerie

Vues du monastère
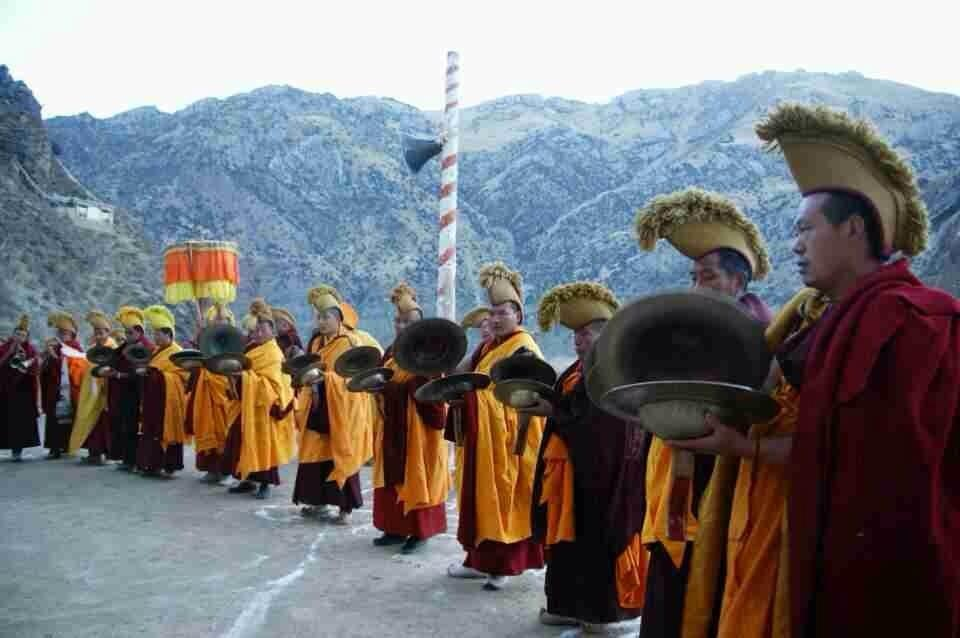
Les moines du Monastère zurmang gaden.
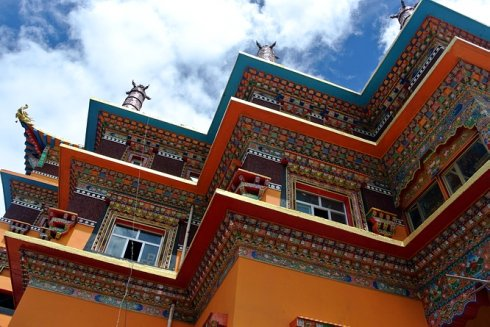
Vue du monastère.
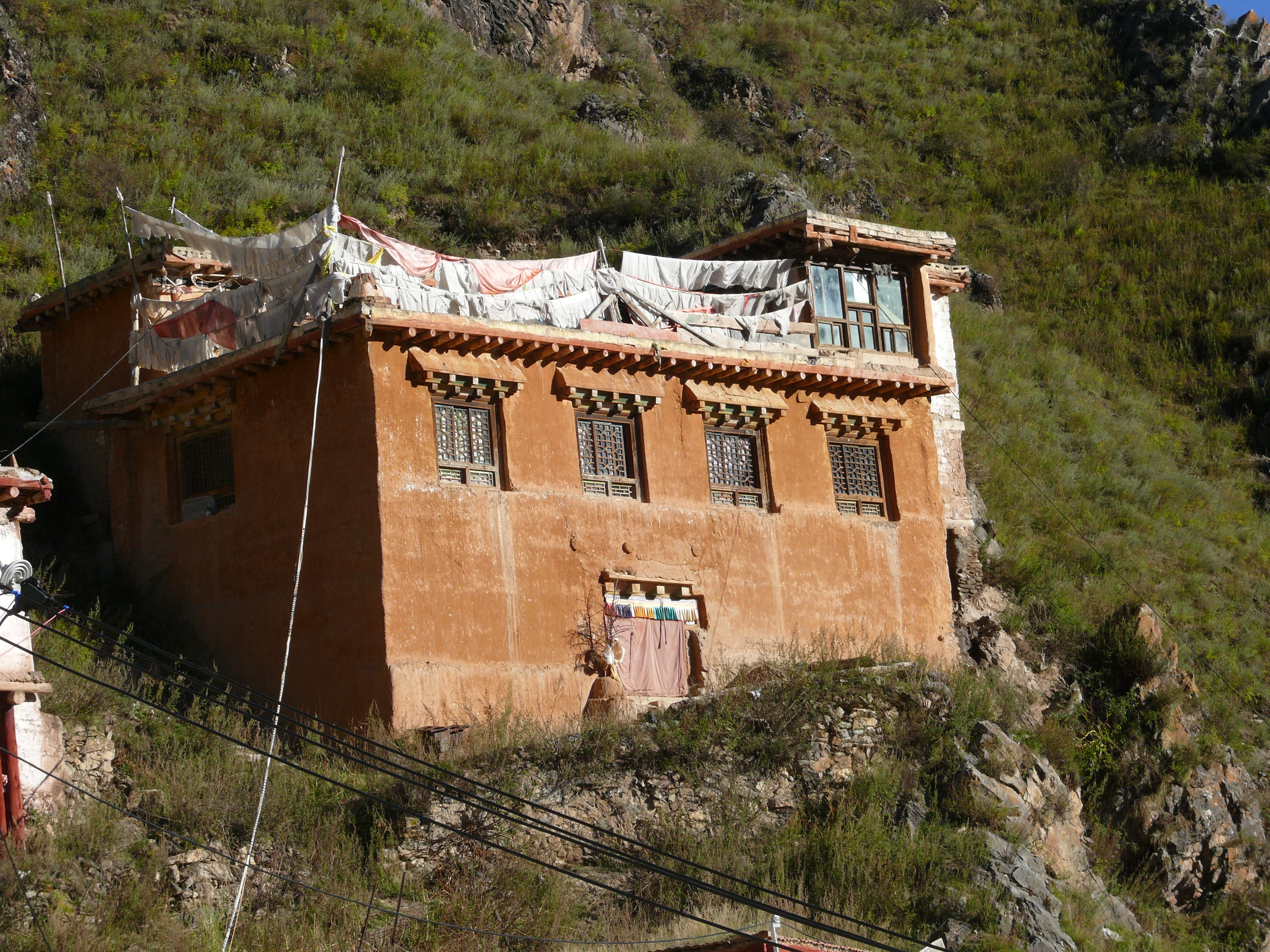
Vue du monastère.
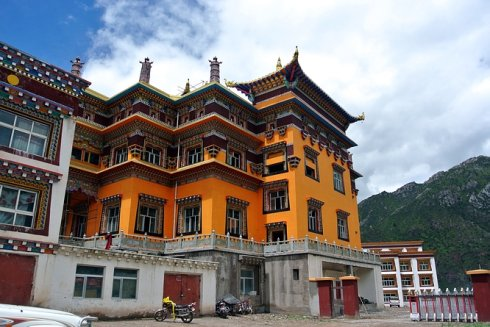
Vue du monastère.
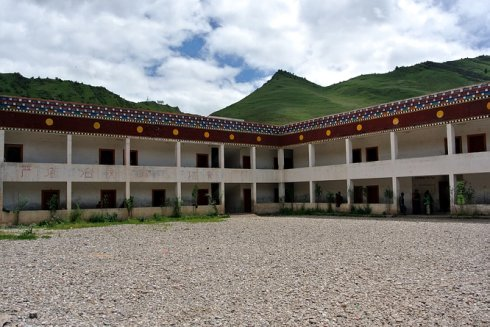
Vue du monastère.
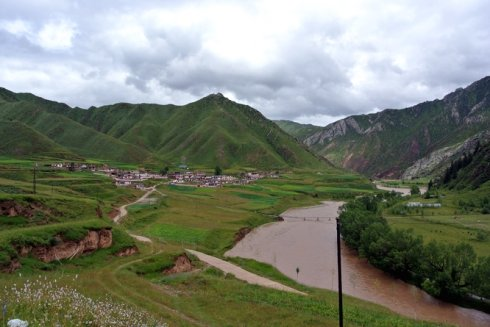
Autour du monastère.
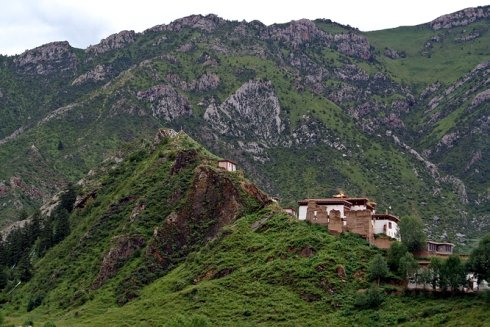
Autour du monastère.